# 五箇村 (茨城県)
五箇村（ごかむら）は、茨城県の西部、豊田郡・結城郡に属していた村。現在の常総市の北東部にあたる。

## 地理
- 河川 ： 鬼怒川、小貝川

## 歴史

### 村名の由来
5箇村が合併したことによる。

### 沿革
- 1889年（明治22年）4月1日 - 町村制施行により、福二村、上蛇村、三坂新田、沖新田、川崎村が合併して豊田郡五箇村が発足。
- 1896年（明治29年）4月1日 - 豊田郡が結城郡に統合されたため、所属郡が結城郡に変更。
- 1954年（昭和29年）7月10日 - 水海道町に編入。水海道町は市制施行して水海道市となる。同日五箇村廃止。